# Kate Lane
Pour les articles homonymes, voir kate et Lane.
Kate Lane est une productrice, réalisatrice et scénariste britannique. D'abord spécialisée de les courts métrages, Kate Lane réalise son premier long métrage en 2014 et prépare son second pour l'année 2016.

## Filmographie
| année | film             | réalisatrice | productrice | scénariste | notes         |
| ----- | ---------------- | ------------ | ----------- | ---------- | ------------- |
| 2005  | Angel Wing       |              | Oui         |            | court métrage |
| 2006  | Finding Yourself | Oui          | Oui         |            | court métrage |
| 2009  | Last Light       | Oui          |             |            | court métrage |
| 2014  | Fear of Water    | Oui          | Oui         | Oui        | long métrage  |
| 2016  | The Gilded Cage  | Oui          |             |            | long métrage  |